# Lecanodiaspis mimosae
Lecanodiaspis mimosae är en insektsart som först beskrevs av William Miles Maskell 1897.  Lecanodiaspis mimosae ingår i släktet Lecanodiaspis och familjen Lecanodiaspididae. Inga underarter finns listade i Catalogue of Life.